# Ronde van Spanje 2014/Zeventiende etappe
De zeventiende etappe van de Ronde van Spanje 2014 werd gereden op 10 september 2014, na een rustdag. Het was een vlakke rit van 174 km van Ortigueira naar A Coruña. De Duitser John Degenkolb bevestigde zijn sprintheerschappij met een vierde etappezege in deze Vuelta.

## Ritverslag
Na een uurtje koers waagden vijf jonge renners hun kans: Bob Jungels, Rohan Dennis, Daniel Teklehaimanot, Elia Favilli en Lluís Mas. Onder druk van Juan Antonio Flecha liepen ze echter niet ver uit. Hun voorsprong schommelde lang rond de drie minuten.
Omwille van enkele kasseistrookjes waagden Philippe Gilbert en Cancellara even hun kans, maar het hoge tempo in het peloton verhinderde dat. Vlak voor de laatste kilometer werden de laatste vluchters bijgehaald.
De sprinttreinen kwamen niet echt op gang en John Degenkolb moest de klus in zijn eentje klaren, wat hij ook deed. Daarmee haalde hij zijn vierde ritzege van deze Vuelta binnen.

## Uitslagen
| Rituitslag |                     |                         |          |
| Plaats     | Naam                | Ploeg                   | Tijd     |
| Winnaar    | John Degenkolb      | Team Giant-Shimano      | 4u26'07" |
| 2          | Michael Matthews    | Orica GreenEDGE         | z.t.     |
| 3          | Fabian Cancellara   | Trek Factory Racing     | z.t.     |
| 4          | Jasper Stuyven      | Trek Factory Racing     | z.t.     |
| 5          | Roberto Ferrari     | Lampre-Merida           | z.t.     |
| 6          | Koldo Fernández     | Garmin Sharp            | z.t.     |
| 7          | Geoffrey Soupe      | FDJ.fr                  | z.t.     |
| 8          | Danilo Wyss         | BMC Racing Team         | z.t.     |
| 9          | Damiano Caruso      | Cannondale              | z.t.     |
| 10         | Vicente Reynes Mimo | IAM Cycling             | z.t.     |
|            |                     |                         |          |
| 13         | Wilco Kelderman     | Belkin-Pro Cycling Team | z.t.     |

| Algemeen Klassement |                    |                         |           |
| Plaats              | Naam               | Ploeg                   | Tijd      |
| Rode trui           | Alberto Contador   | Tinkoff-Saxo            | 67u51'07" |
| 2                   | Alejandro Valverde | Team Movistar           | + 1'36"   |
| 3                   | Chris Froome       | Team Sky ProCycling     | + 1'39"   |
| 4                   | Joaquím Rodríguez  | Team Katjoesja          | + 2'29"   |
| 5                   | Fabio Aru          | Astana Pro Team         | + 3'38"   |
| 6                   | Daniel Martin      | Garmin Sharp            | + 6'17"   |
| 7                   | Robert Gesink      | Belkin-Pro Cycling Team | + 6'43"   |
| 8                   | Samuel Sánchez     | BMC Racing Team         | + 6'55"   |
| 9                   | Warren Barguil     | Team Giant-Shimano      | + 8'37"   |
| 10                  | Damiano Caruso     | Cannondale              | + 9'10"   |
|                     |                    |                         |           |
| 16                  | Maxime Monfort     | Lotto Belisol           | + 19'59"  |

| Puntenklassement |                    |                         |        |
| Plaats           | Naam               | Ploeg                   | Punten |
| Groene trui      | John Degenkolb     | Team Giant-Shimano      | 149    |
| 2                | Alejandro Valverde | Team Movistar           | 114    |
| 3                | Alberto Contador   | Tinkoff-Saxo            | 108    |
|                  |                    |                         |        |
| 9                | Jasper Stuyven     | Trek Factory Racing     | 56     |
| 16               | Robert Gesink      | Belkin-Pro Cycling Team | 40     |

| Bergklassement        |                    |                        |        |
| Plaats                | Naam               | Ploeg                  | Punten |
| Bolletjestrui (blauw) | Luis León Sánchez  | Caja Rural-Seguros RGA | 53     |
| 2                     | Alejandro Valverde | Team Movistar          | 30     |
| 3                     | Alberto Contador   | Tinkoff-Saxo           | 23     |
|                       |                    |                        |        |
| 22                    | Pim Ligthart       | Lotto Belisol          | 5      |
| 24                    | Bart De Clercq     | Lotto Belisol          | 4      |

1e etappe ·
2e etappe ·
3e etappe ·
4e etappe ·
5e etappe ·
6e etappe ·
7e etappe ·
8e etappe ·
9e etappe ·
10e etappe ·
11e etappe ·
12e etappe ·
13e etappe ·
14e etappe ·
15e etappe ·
16e etappe ·
17e etappe ·
18e etappe ·
19e etappe ·
20e etappe ·
21e etappe
Startlijst · Eindstanden · Afbeeldingen